# Franca-Gletscher
Der Franca-Gletscher ist ein Gletscher an der Bowman-Küste des südlichen Grahamlands auf der Antarktischen Halbinsel. Er fließt in nordöstlicher Richtung zum Kopfende des Solberg Inlet.
Erste Luftaufnahmen entstanden 1940 bei der United States Antarctic Service Expedition (1939–1941), weitere fertigte die United States Navy im Jahr 1966 an. Der Falkland Islands Dependencies Survey nahm zwischen 1946 und 1948 Vermessungen vor. Das Advisory Committee on Antarctic Names benannte den Gletscher 1977 nach Fernando E. Franca (1925–1992), medizinischer Offizier und Verwalter der Palmer-Station im Jahr 1974.